# Doble bemol

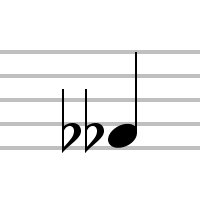
Figura 1. Doble bemol.

El doble bemol o bemol doble (), en el ámbito de la notación musical, es un signo conocido como alteración que afecta a la altura de una nota reduciendo ésta en dos semitonos, es decir, un tono entero. Aparece representado en las partituras a través de este símbolo ().
El carácter Unicode &#x1D12B; (U+1D12B) representa el signo de doble bemol. Aunque puede no estar disponible correctamente en todas las fuentes.

## Usos y efectos
Se utiliza cuando el compositor necesita bajar aún más una nota ya descendida por los bemoles de la armadura de clave. También se utiliza al transportar melodías de tono de tal forma que encajen las alteraciones accidentales.
Por ejemplo si la armadura de clave es de fa mayor, que tiene un solo bemol ubicado en el si, el compositor necesita alterar el si bemol, el cual por definición ya está alterado. Entonces el compositor agrega un doble bemol inmediatamente a la izquierda del si. El ejecutante al ver esa nota debe tocar un la natural.

### Como alteración accidental
El doble bemol accidental altera la nota musical antes de la que va escrito, así como todas las notas del mismo nombre y altura que haya en el compás donde se encuentra. Es decir, que afecta a todos los sonidos iguales que haya a la derecha del doble bemol hasta la siguiente barra de compás. Las alteraciones accidentales no afectan a la misma nota de una octava diferente, salvo que venga indicado en la armadura de clave.
Por ejemplo, si se pone un bemol a la izquierda de un re, se debe ejecutar un re bemol. Sin embargo, si se coloca un doble bemol a la izquierda de un re, se debe ejecutar un do.
Si esa misma nota debe llevar de nuevo un doble bemol más allá de la barra de compás, dicha alteración se debe repetir en cada nuevo compás que sea necesario.
Este tipo de alteraciones no se repite para notas repetidas a menos que intervengan una o más alturas o silencios diferentes. Tampoco se repiten en notas ligadas a menos que la ligadura pase de una línea a otra o de una página a otra.